# Mochène
Cet article concerne la langue mochène. Pour le peuple mochène, voir Mochènes.

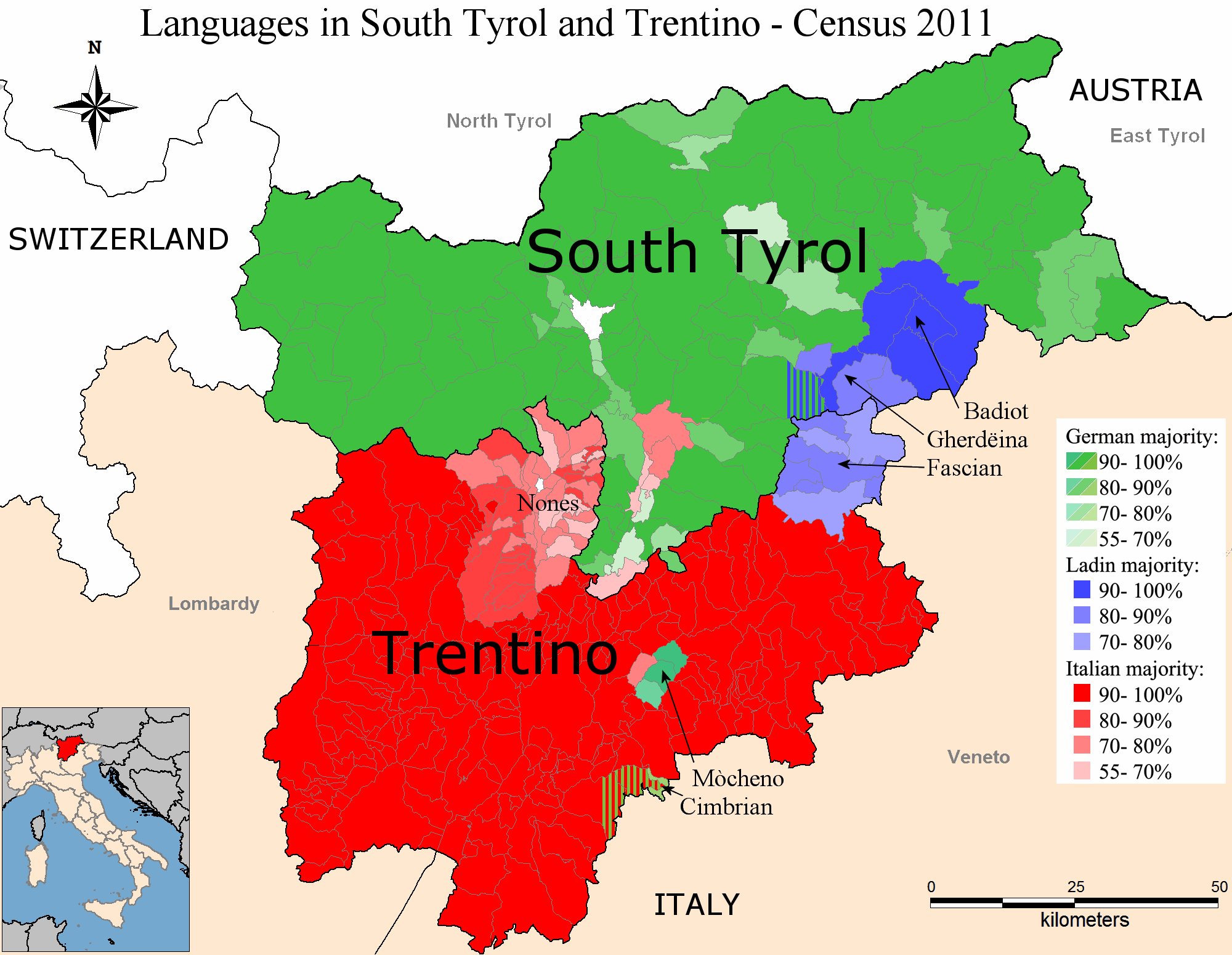
Localisation des trois communes d'implantation des Mochènes au sein de la province de Trente.

Part de la famille austro-bavaroise, les dialectes mochènes procèdent de l'immigration de groupes germaniques ayant eu lieu à partir du XIIIe siècle en direction de l'actuelle province italienne de Trente.
Les quelque 2 278 locuteurs recensés en 2001 résident principalement à Fierozzo/Vlarotz, Frassilongo/Garait et Palù del Fersina/Palai en Bernstol, communes située dans l'éponyme Vallée des Mochènes ou Fersental (allemand), Bernstol (mochène), Valle dei Mòcheni (italien).